# Lungani
Lungani est une commune roumaine située dans le județ de Iași.